# Puma Bisenzio Rugby (féminines)
Le Puma Bisenzio est un club féminin de rugby à XV basé à Campi Bisenzio, dans l'agglomération de Florence, en Toscane. Fondé en 2017, il évolue en deuxième division. Son emblème est le puma.

## Histoire
La section féminine des Puma Bisenzio est fondée est 2017. Elle est le résultat du regroupement de joueuses pratiquant le rugby à sept au sein de divers clubs de la même région, entre autres Dame Nere, les filles du Prato Sesto, de Gispi, des Medicee Firenze. Le club joue son premier match le 1er octobre 2017 contre Naples.
Elles finissent septièmes pour leur premier exercice, sixièmes la saison suivante, avant que le championnat ne soit interrompu par la pandémie de Covid-19.
Après deux années d'interruption, les Puma terminent troisièmes de leur poule avec 5 victoires en 8 matchs, ce qui les envoie en Serie A, la deuxième division nouvellement créée. Accessoirement, elles vont en finale de la Conference Cup, le tournoi réservé aux équipes non qualifiées (défaite contre le CUS Milano).
En 2022-2023, les Puma intègrent la Serie A dans la poule sud et remportent 7 victoires en 10 matchs, passant près d'une qualification pour les demi-finales.
En 2025, le club disparait et ses membres intègrent la structure du Scandicci Rugby.

## Palmarès
- Finaliste de la Serie A en 2024

| Saison    | Classement  | Compétition | Pts            | MJ             | V              | N              | D              | Phase finale                      |
| --------- | ----------- | ----------- | -------------- | -------------- | -------------- | -------------- | -------------- | --------------------------------- |
| 2017-2028 | 7e poule 2  | Serie A     | 29             | 18             | 6              | 0              | 12             | non qualifiées                    |
| 2018-2019 | 6e poule 2  | Serie A     | 24             | 16             | 5              | 0              | 11             | non qualifiées                    |
| 2019-2020 | 4e poule 4  | Serie A     | 16             | 9              | 4              | 0              | 5              | non qualifiées                    |
| 2020-2021 |             | Serie A     | saison annulée | saison annulée | saison annulée | saison annulée | saison annulée | saison annulée                    |
| 2021-2022 | 3e poule 2  | Serie A     | 23             | 8              | 5              | 0              | 3              | non qualifiées                    |
| 2022-2023 | 3e poule 3  | Serie A     | 36             | 10             | 7              | 0              | 3              | non qualifiées                    |
| 2023-2024 | 1er poule 2 | Serie A     | 38             | 10             | 8              | 0              | 2              | Finalistes (17-20 contre Volvera) |
| 2024-2025 | 4e poule 2  | Serie A     | 15             | 8              | 3              | 0              | 5              | non qualifiées                    |

## Joueuses notables
- Alisa Liccardo